# Zdobycie Sewilli
Zdobycie Sewilli – zajęcie miasta przez Kastylijczyków w roku 1248 w okresie Rekonkwisty. 
W I połowie XIII wieku, jednym z ostatnich punktów oporu Almohadów na Półwyspie Iberyjskim, była Sewilla - silnie obwarowane i dobrze zaopatrzone miasto Hiszpanii. W roku 1247 na Sewillę pociągnęły siły króla Kastylii Ferdynanda III w towarzystwie 500 ludzi lennika królewskiego, emira Grenady Ibn al Ahmara. Po zajęciu bez walki mniejszych warowni, w sierpniu wojska królewskie dotarły do Sewilli, rozpoczynając oblężenie. Początkowo Almohadzi bronili się skutecznie, korzystając z pomocy udzielonej im przez flotę sułtana Maroka, działającą na rzece Gwadalkiwir. Dopiero po nadciągnięciu floty kastylijskiej w sile 13 okrętów i zniszczeniu w bitwie floty arabskiej, Arabowie pozbawieni zostali dostaw zaopatrzenia. W marcu 1248 r. Ferdynand otrzymał posiłki kastylijskie. W listopadzie po wielomiesięcznym oblężeniu, Kastylijczycy opanowali przedmieścia miasta. W tej sytuacji pozbawieni żywności obrońcy skapitulowali w dniu 23 listopada. Mieszkańców w liczbie 200 000 przesiedlono do Grenady lub odesłano do Afryki. 